# 下河辺三史
下河辺 三史（しもこうべ さんし、1911年10月16日 - 1993年1月17日）は、日本の実業家。

## 来歴
日本鉱業（現・ENEOS）の社長を務めた下河辺建二の次男として東京府（現・東京都）に生まれる。兄の下河辺孫一は下河辺牧場の創業者となっている。
1932年高千穂高等商業学校（現・高千穂大学）を卒業して日立製作所に入社。立憲政友会所属の衆議院議員・芦田均の長女・美世と結婚し、3男をもうけた。
戦後、義父の芦田が幣原内閣の厚生大臣として入閣すると、日立を退社して厚相秘書官となる。芦田が片山内閣の外務大臣就任にともない外相秘書官、芦田内閣発足と同時に首相秘書官となった。
その後、日立グループの商社・日製産業（現・日立ハイテク）に取締役営業部長として入社、1959年常務に就任。その後1964年専務となり、1965年7月社長に就任。1968年からは日立リース（現・三菱HCキャピタル）取締役も兼任した。その後1981年6月会長に、1985年相談役に退いた。

## 親族
父・建二は大阪府の医師・下河辺俊斎の次男。
山下汽船（現・商船三井）常務や山栄船舶社長等を務めた漆野寿一は義兄。
長男の下河辺元春は国際政治学者の進藤榮一とともに「芦田均日記」の編纂をしたことで知られている。また、三男は音楽プロデューサーの下河辺晴三。
下河辺牧場代表の下河辺俊行は甥（孫一の長男）で、心理学者の小沢牧子は姪（孫一の次女）。
都市計画家の下河辺淳は従弟。